# Maverick Rowan
Maverick Rowan (Fort Lauderdale, Florida, 14 de julio de 1996) es un baloncestista estadounidense que actualmente pertenece a la plantilla del Pistoia Basket 2000 de la Lega Basket Serie A. Con 2,01 metros de estatura, puede jugar tanto en la posición de alero como de ala-pívot. 

## Trayectoria deportiva

### Universidad
Jugó dos temporadas con los Wolfpack de la Universidad Estatal de Carolina del Norte, en las que promedió 12,5 puntos y 3,3 rebotes por partido. Tras su temporada sophomore, optó por no completar su carrera universitaria para presentarse al Draft de la NBA.

### Profesional
Tras no ser elegido en el Draft de la NBA de 2017, el 3 de agosto de ese año firmó su primer contrato profesional por tres temporadas con el KK FMP de la ABA Liga, pero fue cortado en octubre tras disputar sólo tres partidos.
Regresó a su país donde fue elegido en la tercera posición del Draft de la NBA Development League por los Lakeland Magic, equipo en el que completó la temporada promediando 5,3 puntos y 1,9 rebotes por partido.
La temporada siguiente disputó las Ligas de Verano de la NBA con los San Antonio Spurs, con los que promedió 2,8 puntos en cinco partidos. El 23 de noviembre de 2018 firmó contrato con los Westchester Knicks de la G League. Tras disputar tres partidos es cortado, firmando en enero de 2019 por los Austin Spurs, donde permanece hasta finales de febrero, siendo igualmente cortado para finalmente firmar por los Maine Red Claws. En total, en la temporada 2018/19 disputó 15 partidos en la G-League, en los que promedió 4.8 puntos y 1.6 rebotes.
En la temporada 2019-20 jugó en las filas del St.John's Edge de la NBL canadiense.
El 20 de septiembre de 2021 firma por el Levitec Huesca de la Liga LEB Oro, disputando 18 partidos con promedios de 9.4 puntos y 2.7 rebotes hasta ser cortado en el mes de febrero de 2022. El 19 de febrero se incorpora al Club Deportivo UDEA Baloncesto de LEB Plata, con el que participa en 8 partidos en los que promedia 25.4 puntos, 4.9 rebotes y 3 asistencias.
El 24 de octubre de 2022 se incorporó a la plantilla de los Sioux Falls Skyforce de la G League.
El 6 de julio de 2024 firmó con el Pistoia Basket 2000 de la Lega Basket Serie A italiana.